# Бодянський Олександр Всеволодович
Олександр Всеволодович Бодянський (нар. 10 (23) жовтня 1916, Петропіль — 29 лютого 1992) — український краєзнавець, археолог-розвідник.

## Біографія
Народився 10 (23 жовтня) 1916 року в селі Петрополі (нині Запорізького району Запорізької області). Закінчив історичний факультет Дніпропетровського державного університету. Був співробітником Інституту археології АН УРСР, де на зібраному ним матеріалі створений спеціальний фонд.
Навчався у сільській школі та запорізькому фабрично-заводському училищі. Як писав Іван Шаповал, у 1934 р. вперше побував у Дніпропетровському історико-археологічному музеї, куди відвела його матір, яка часто розповідала хлопцю про музей і Д.Яворницького. З того ж року він починає листуватися з Д. І. Яворницьким, який направив його до археолога П. І. Смолічева. У 1937—1939 рр. О. Бодянський працює молодшим науковим співробітником з археології Запорізького краєзнавчого музею та музею історії Дніпробуду, з 1939 до 1941 рр. — Київського центрального історичного музею. Під час німецько-фашистської окупації мешкав на хуторі Петрополь, ніде не працюючи через хворобу, лише з травня по липень 1943 р. влаштувався лаборантом в Дніпропетровський історичний музей, проводив археологічні розкопки разом з П. Козарем та німецькими археологами. Є відомості, що Бодянський у 1943 р. брав участь у німецькій археологічній експедиції на території України під керівництвом колишнього радянського археолога з донських козаків М. О. Міллера. У березні 1944 р. Бодянського було призвано до лав Радянської армії, де він служив до кінця 1945 р. рядовим. У березні 1946 р. прийнятий науковим співробітником до Дніпропетровського історичного музею. У квітні 1946 р. він провів ряд розвідувальних експедицій у порожистій частині Дніпра, під час яких відкрив нові пам‘ятники палеоліту, неоліту й бронзи і зібрав велику кількість археологічних предметів для музею. У 1947 р. вступає на історичний факультет Дніпропетровського державного університету, який закінчив 1952 р. Працюючи в музеї, був одружений, мешкав у Дніпропетровську. Відомо, що у нього є син. Особова картка Бодянського як працівника Дніпропетровського історичного музею  заповнена  24 грудня 1947 р. У повоєнний час виступав як учень і прибічник А. В. Добровольского, супротивник «міграціонізму».
Помер 29 лютого 1992 року. Похований на кладовищі села Петрополя.

## Наукова діяльність
Досліджував старожитності Подніпров'я. Відкрив понад 1000 різночасових пам'яток від кам'яної доби до періоду середньовіччя, серед них Мар'ївський, Федорівський, Нікольський, Військовий могильники та інші. Автор 40 наукових праць з археології.
Досліджував старожитності Подніпров'я. Відкрив понад 1000 різночасових пам'яток від кам'яної доби до періоду середньовіччя, серед них Мар'ївський, Федорівський, Нікольський, Військовий, Компаніївський могильники та інші. Автор 40 наукових праць з археології, 27 із них вміщено у збірнику, присвяченому його 90-літтю. У 1950-1980-х рр. 30 років працював в Інституті археології Академії Наук України, де створено і упорядковано його особистий фонд.
В Дніпропетровському історичному музеї зберігається колекція, зібрана О. Бодянським, понад 2000 од., з них 228 од. музейних предметів знаходяться в постійній експозиції музею (зала № 1), дозволяючи реконструювати давню історію краю від палеоліту до середньовіччя.

## Вшанування пам'яті
На честь Олександра Бодянського названо вулицю в Заводському районі Запоріжжя.